# Giovanni Grasso (1888-1963)
Giovanni Grasso (Catania, 11 novembre 1888 – Catania, 3 maggio 1963) è stato un attore italiano noto anche come Giovanni Grasso junior.

## Biografia
Nato a Catania da una famiglia di teatranti, era cugino dell'omonimo attore Giovanni Grasso (1873-1930); all'inizio della carriera aggiunse al suo nome la definizione di "junior" per non essere confuso con il più famoso cugino maggiore.
Nei primi anni '10 sposò l'attrice Virginia Balistrieri, già famosa nel cinema muto, con la quale compose le prime Compagnie teatrali, per poi recitare con Angelo Musco.
Nel 1919 fu prim'attore nella compagnia teatrale di Luigi Pirandello e Nino Martoglio.
Debuttò nel cinema nel 1932, diretto da Nunzio Malasomma, nella commedia La telefonista, con Isa Pola; sarà l'inizio di una lunga carriera di caratterista in oltre 60 pellicole, sino a Totò e Carolina di Mario Monicelli del 1955.
Rare le partecipazioni alla prosa radiofonica e televisiva.
Muore nella sua città natale nel 1963.

## Filmografia

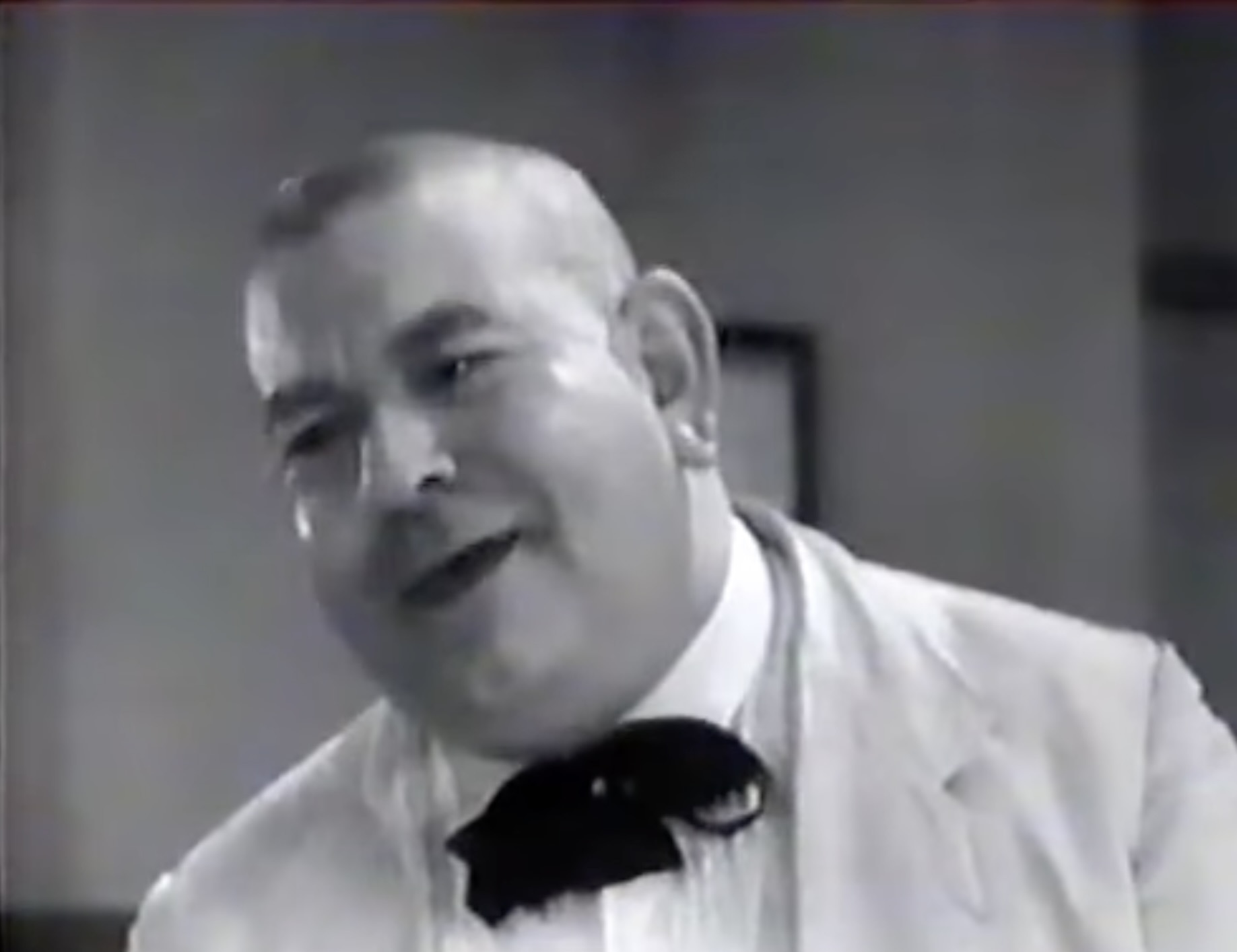
Giovanni Grasso in La telefonista (1932)

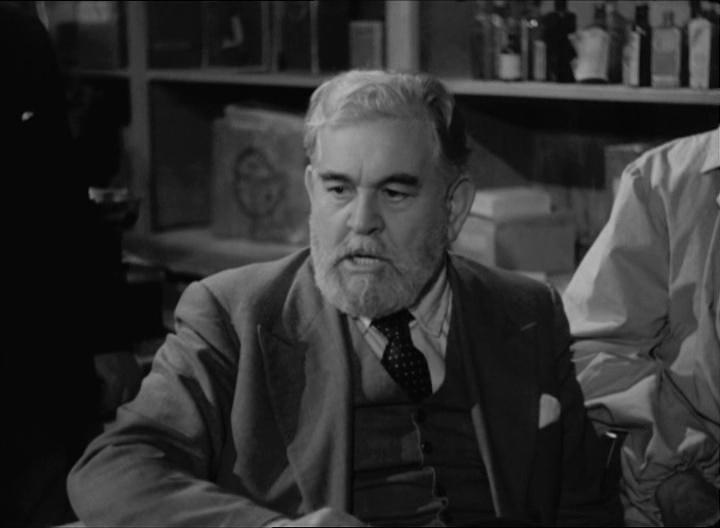
Giovanni Grasso in Anni difficili (1948)

- La telefonista, regia di Nunzio Malasomma (1932)
- Vecchia guardia, regia di Alessandro Blasetti (1934)
- Porto, regia di Amleto Palermi (1935)
- Sentinelle di bronzo, regia di Romolo Marcellini (1937)
- Sotto la croce del sud, regia di Guido Brignone (1938)
- Piccoli naufraghi, regia di Flavio Calzavara (1939)
- Traversata nera, regia di Domenico Gambino (1939)
- Montevergine, regia di Carlo Campogalliani (1939)
- Terra di nessuno, regia di Mario Baffico (1939)
- Retroscena, regia di Alessandro Blasetti (1939)
- I figli della notte, regia di Aldo Vergano (1939)
- Piccolo hotel, regia di Piero Ballerini (1939)
- La conquista dell'aria, regia di Romolo Marcellini (1939)
- Il ladro, regia di Anton Germano Rossi (1939)
- Il signore della taverna, regia di Amleto Palermi (1940)
- L'uomo della legione, regia di Romolo Marcellini (1940)
- Il segreto di Villa Paradiso, regia di Domenico Gambino (1940)
- Mare, regia di Mario Baffico (1940)
- Leggenda azzurra, regia di Giuseppe Guarino (1941)
- Voglio vivere così, regia di Mario Mattoli (1941)
- Ragazza che dorme, regia di Andrea Forzano (1941)
- Il vetturale del San Gottardo, regia di Hans Hinrich e Ivo Illuminati (1942)
- Don Cesare di Bazan, regia di Riccardo Freda (1942)
- Noi vivi, regia di Goffredo Alessandrini (1942)
- Addio Kira!, regia di Goffredo Alessandrini (1942)
- Luisa Sanfelice, regia di Leo Menardi (1942)
- Quarta pagina, regia di Nicola Manzari (1943)
- Due cuori fra le belve, regia di Giorgio Simonelli (1943)
- Buongiorno, Madrid!, regia di Max Neufeld (1943)
- Il fanciullo del West, regia di Giorgio Ferroni (1943)
- Chi l'ha visto?, regia di Goffredo Alessandrini (1943)
- Il cappello da prete, regia di Ferdinando Maria Poggioli (1944)
- La porta del cielo, regia di Vittorio De Sica (1945)
- All'ombra della gloria, regia di Pino Mercanti (1945)
- I dieci comandamenti, regia di Giorgio Walter Chili (1945)
- La grande aurora, regia di Giuseppe Maria Scotese (1947)
- Eleonora Duse, regia di Filippo Walter Ratti (1947)
- Il Passatore, regia di Duilio Coletti (1947)
- Il principe ribelle, regia di Pino Mercanti (1947)
- Malacarne, regia di Pino Mercanti (1946)
- Ruy Blas, regia di Pierre Billon (1948)
- Legge di sangue, regia di Luigi Capuano (1948)
- Sono io l'assassino, regia di Roberto Bianchi Montero (1948)
- Anni difficili, regia di Luigi Zampa (1948)
- La figlia del peccato, regia di Armando Grottini (1949)
- Margherita da Cortona, regia di Mario Bonnard (1949)
- Vento d'Africa, regia di Anton Giulio Majano (1949)
- Benvenuto reverendo!, regia di Aldo Fabrizi (1950)
- Rondini in volo, regia di Luigi Capuano (1950)
- Gli inesorabili, regia di Camillo Mastrocinque (1950)
- Serenata tragica, regia di Giuseppe Guarino (1951)
- La famiglia Passaguai, regia di Aldo Fabrizi (1951)
- L'ultima sentenza, regia di Mario Bonnard (1951)
- Clandestino a Trieste, regia di Guido Salvini (1951)
- Altri tempi - Zibaldone n. 1, epis. Il processo di Frine, regia di Alessandro Blasetti (1952)
- Melodie immortali, regia di Giacomo Gentilomo (1952)
- Città canora, regia di Mario Costa (1952)
- Una croce senza nome, regia di Tullio Covaz (1952)
- Gli innocenti pagano, regia di Luigi Capuano (1952)
- Cuore di spia, regia di Renato Borraccetti (1953)
- Anni facili, regia di Luigi Zampa (1953)
- Questa è la vita, regia di Aldo Fabrizi (1954)
- Vacanze d'amore, regia di Jean-Paul Le Chanois (1955)
- Totò e Carolina, regia di Mario Monicelli (1955)